# Google Wallet
Google Wallet（グーグル ウォレット）は、Googleが開発･運営するデジタルウォレットサービス。
Google Payに変わるサービスとして、日本では2023年3月16日に一部で提供が開始され、2023年3月29日にGoogle Japan Blogにて正式発表された。2018年に提供が終了した旧Googleウォレットとは異なるアプリケーションである。

## 概要
Google I/O 2022の基調講演で、財布の中身のデジタル化を目指して作られたアプリとして発表された。既存の決済プラットフォームであるGoogle Payと連携して動作し、Google Pay加盟店ではGoogle Walletを使用して支払いを行うことが出来る。Google Payと異なる点として、デジタルキーの対応やデジタル運転免許証に対応している点である。
また、飛行機の搭乗券を登録することで遅延情報などを通知でスムーズに知ることが出来たり、Googleマップとの連携機能では、ルート検索するとそのルートで利用できる交通系カードと残高が確認でき、残高不足の場合はその場でチャージできるなどの、「リアル財布」には出来ない機能が多数組み込まれることが予告されている。
Google Payと同様、デベロッパー向けにAPIが公開されており、デベロッパーはこれを利用することでこのAPIを使用してポイントカード、ギフトカード、クーポン、搭乗券、イベント チケット、交通機関の乗車券を作成することが出来る。

## 機能
現時点で日本国内で提供されているサービスはGoogle Payと等しく、特に新機能は追加されていない。
FeliCa対応端末では、おサイフケータイ機能が実装されていてSuicaやnanacoなどの各電子マネーに対応している。Google Payやそれ以前から提供されていたAndroid Payと同様、おサイフケータイアプリとの混在は続いており、FeliCa搭載端末でおサイフケータイ機能を使用する場合はおサイフケータイアプリのインストールが必須である。例えば、交通系電子マネーを機種変更や故障などで移行する際の預け入れ・戻しは、Google Wallet単体では行うことが出来ず、おサイフケータイアプリのインストールが必要となる。

## Google Payとの関係
Google Walletの前身であるGoogle Payアプリは、Googleが開発･運営するオンライン決済システムという位置付けになる。Google Payとして提供されていたアプリはGoogle Walletに自動的にアップデートされることからアプリページも同一であるほか、バージョンコードも同じである。Google Walletは「プラットフォーム」の位置付けで、決済システムであるGoogle Payが組み込まれる形になるため、支払い機能は従来のGoogle Payと同一の機能である。Google Walletの新機能は、現時点で日本国内で提供されていないため、Google Payと機能は変わらない。異なる点はアプリ名とUI、壁紙の色によってアイコンの色が変わるテーマアイコンに対応したことである。

## 対応するサービス

### 日本国内で対応する決済サービス(Google Pay)

#### NFC(コンタクトレス決済)[7]
- VISAのタッチ決済
- Mastercardのタッチ決済(Mastercardコンタクトレス)
- JCBのタッチ決済[8]

#### FeliCa
- 交通系電子マネー
  - Suica[9]
  - PASMO[10]
- ホストペイ型電子マネー
  - iD
  - QUICPay+
- その他の電子マネー
  - 楽天Edy[11]
  - nanaco[12]
  - WAON[13]

#### ポイントプログラム(一部)[14][15][16]
- Tポイント[17]
- 楽天ポイントプログラム[18]
- dポイント[19]
- Ponta[20]
- Hilton Honors[21]
- IHG One Rewards
- JRE POINT
- TOKYU POINT CARD
- hontoカード
- その他各種ポイントプログラム

### Google Walletが対応するサービス
- 搭乗券[22]
  - ANA[23]
  - JAL[24]
  - Jetstar[25]
  - ユーロスター[26]

- イベントカード[22]
  - eプラス[27]
  - QUICKぴあ[28]
  - EventRegist

- ギフトカード[29]

- ワクチン接種証明書(日本未対応)[30]

- 自動車用デジタルキー(一部市場の一部の自動車のみ)[31]

- 学生用ID(日本未対応)[32]
- PKPASS（英語版）[33] (Apple Walletに使用されるパスのインポートファイル形式)

## 年表

### 2010年代
2011年5月、旧Googleウォレットのサービス開始。
2015年9月、アメリカ合衆国でAndroid Payのサービス開始。
2016年12月、Android Payが日本で利用可能に。
2018年2月、旧GoogleウォレットとAndroid Payの統合が図られGoogle Payに一本化。

### 2020年代
2021年6月、新型コロナウイルス感染症デジタルワクチン接種証明書に対応。
2022年7月、Google PayがGoogle Walletに改名、40ヶ国以上での順次展開が発表された。
2023年3月、日本での提供が開始された。